# Opravdový Jonathan
Opravdový Jonathan (v anglickém originále Certifiably Jonathan) je americká filmová komedie z roku 2007. Režisérem filmu je James David Pasternak. Hlavní role ve filmu ztvárnili Jonathan Winters, Robin Williams, Howie Mandel, Nora Dunn a Sarah Silvermanová.

## Obsazení
| Jonathan Winters   | sebe            |
| Robin Williams     | sebe            |
| Howie Mandel       | sebe            |
| Nora Dunn          | sebe            |
| Sarah Silvermanová | sebe            |
| Tim Conway         | stará dáma      |
| Jeffrey Tambor     | sebe            |
| Jimmy Kimmel       | sebe            |
| Rob Reiner         | sebe            |
| Patricia Arquette  | sebe            |
| Rosanna Arquette   | sebe            |
| Ernie Hudson       | strážce v muzeu |
| Jim Carrey         | sebe            |